# ريتشارليسون
ريتشارليسون دي اندرادي (بالبرتغالية: Richarlison‏) (مواليد 10 مايو 1997) هو لاعب كرة قدم برازيلي يلعب في مركز الجناح والهجوم لفريق توتنهام هوتسبير.

## المسيرة الكروية

### اميريكا مينيرو
ولد في نوفا فينيسيا إسبيريتو سانتو.انتقل ريتشارليسون إلى نادي مينيرو للشباب في ديسمبر 2014 قادماً من فريق ريال نورويست. وفي يونيو 2015 تم الإعلان علي مشاركته مع الفريق الأول من قِبل المدير الفني للفريق جيفانيلدو أوليفيرا.
بدأ ريتشارليسون المشاركة مع الفريق الأول في الرابع من يوليو 2015 في مباراة انتهت بفوز الفريق بثلاث اهداف مقابل هدف واحد ضد فريق موجي ميريم حيث شارك في الدقائق الأخيرة من المبارة كبديل لللاعب رونالدو واستطاع تسجيل الهدف الثالث والأخير للفريق مما لفت له الأنظار بتسجيل هدفه الأول في أول مباراة له. بعد سبعة عشر يوم فقط من مشاركته في مبارته الأولي، قام بتجديد عقده حتي عام 2018.

## فلومينينسي
في 29 ديسمبر 2015، وقع ريتشارليسون عقد لمدة خمس سنوات مع نادي فلومينينسي. بدأ بالمشاركة مع الفريق في 15 مايو في مباراة ضد فريقه القديم مينيرو. كان أول هدف لريتشارليسون مع الفريق في 26 يونيو ضد نادي فلامنغو، حيث هز شباك منافسيه وانتهت المبارة بنتيجة 1-2 لصالح فلومينينسي.

## واتفورد
في 31 يوليو 2017، وافق نادي فلومينينسي علي بيع اللاعب إلى نادي واتفورد الذي يلعب في الدوري الإنجليزي الممتاز بصفقة بقيمة 11.2 مليون يورو. وقد وقع عقد يمتد لخمس سنوات في 8 أغسطس بعد ان نجح اللاعب في ان يحصل علي تصريح عمل. بدأ ريتشارليسون المشاركة مع الفريق في مباراة انتهت بالتعادل بنتيجة 3-3 ضد فريق ليفربول في افتتاح الموسم الجديد. وفي 19 أغسطس في ثاني مباراة للاعب، سجل اولي اهدافه في مباراة انتهت بفوز الفريق 0-2 ضد نادي بورنموث.

## حياته الشخصية
في 9 أغسطس 2015، وقع ريتشارليسون عقد رعاية يمتد لثلاث سنوات مع شركة نايكي الأمريكية.

## الإحصائيات
آخر تحديث 19 نوفمبر2017.
| النادي          | الموسم                     | League                          | League | League  | National Cup | National Cup | League Cup | League Cup | Continental | Continental | State League | State League | Other | Other   | Total | Total   |
| النادي          | الموسم                     | Division                        | Apps   | الاهداف | Apps         | الاهداف      | Apps       | الاهداف    | Apps        | الاهداف     | Apps         | الاهداف      | Apps  | الاهداف | Apps  | الاهداف |
| --------------- | -------------------------- | ------------------------------- | ------ | ------- | ------------ | ------------ | ---------- | ---------- | ----------- | ----------- | ------------ | ------------ | ----- | ------- | ----- | ------- |
| نادي أمريكا     | 2015                       | الدوري البرازيلي الدرجة الثانية | 24     | 9       | —            | —            | —          | —          | —           | —           | —            | —            | —     | —       | 24    | 9       |
| نادي فلومينينسي | 2016                       | الدوري البرازيلي الدرجة الأولى  | 28     | 4       | 3            | 0            | —          | —          | —           | —           | 0            | 0            | 0     | 0       | 31    | 4       |
| نادي فلومينينسي | 2017                       | الدوري البرازيلي الدرجة الأولى  | 14     | 5       | 6            | 0            | —          | —          | 4           | 2           | 12           | 8            | —     | —       | 36    | 15      |
| نادي فلومينينسي | Total                      | Total                           | 42     | 9       | 9            | 0            | —          | —          | 4           | 2           | 12           | 8            | 0     | 0       | 67    | 19      |
| نادي واتفورد    | موسم نادي واتفورد 2017–18 ‏ | الدوري الإنجليزي الممتاز        | 12     | 5       | 0            | 0            | 0          | 0          | —           | —           | —            | —            | —     | —       | 12    | 5       |
| Career total    | Career total               | Career total                    | 78     | 23      | 9            | 0            | 0          | 0          | 4           | 2           | 12           | 8            | 0     | 0       | 103   | 33      |

## الجوائز

### الفردية
- جائزة بطولة كاريوكا لفريق عام 2017.[12]

## روابط خارجية
- ريتشارليسون على موقع الاتحاد الأوربي (الإنجليزية)
- ريتشارليسون على موقع إي إس بي إن إف سي (الإنجليزية)
- ريتشارليسون على موقع قاعدة بيانات كرة القدم.إي يو (الإنجليزية)
- ريتشارليسون على موقع ليكيب (الفرنسية)
- ريتشارليسون على موقع ناشيونال فوتبول تيمز (الإنجليزية)
- ريتشارليسون على موقع Soccerbase.com (لاعب) (الإنجليزية)
- ريتشارليسون على موقع Soccerway.com (الإنجليزية)
- ريتشارليسون على موقع عالم كرة القدم.نت (الإنجليزية)
- ريتشارليسون على موقع كووورة
- ريتشارليسون على موقع اللجنة الأولمبية الدولية (الإنجليزية)